# Harmonia (planta)
Harmonia es un género de plantas con flores de la familia  Asteraceae.  Comprende 5 especies descritas y   aceptadas.

## Taxonomía
El género fue descrito por B.G.Baldwin y publicado en Novon 9(4): 463–464. 1999.
Etimología
Harmonia: nombre genérico otorgado en honor de Harvey Monroe Hall, 1874–1932, botánico californiano.

## Especies
A continuación se brinda un listado de las especies del género Harmonia (planta) aceptadas hasta julio de 2012, ordenadas alfabéticamente. Para cada una se indica el nombre binomial seguido del autor, abreviado según las convenciones y usos.
- Harmonia doris-nilesiae (T.W.Nelson & J.P.Nelson) B.G.Baldwin
- Harmonia guggolziorum B.G.Baldwin
- Harmonia hallii (D.D.Keck) B.G.Baldwin
- Harmonia nutans (Greene) B.G.Baldwin
- Harmonia stebbinsii (T.W.Nelson & J.P.Nelson) B.G.Baldwin